# Seki Matsunaga
Seki Matsunaga (Prefectura de Shizuoka, Japó, 25 de juny de 1928 - 4 de març de 2013), és un exfutbolista japonès. Va disputar un partit amb la selecció japonesa.